# Daozang
Daozang – zbiór ksiąg stanowiących kanon taoizmu.
Zbiór ten ukształtował się w IV-V wieku. W skład obecnego kanonu Daozang, ustalonego w 1436 roku, wchodzi 1120 tomów. Wcześniejsze redakcje były o wiele obszerniejsze, jednak wiele ksiąg zaginęło na skutek rozkazu Kubilaj-chana, który w 1281 roku nakazał spalić Daozang.
Daozang dzieli się na trzy części zwane Grotami (三洞, San dong):
- Grota prawdy (Dongzhen, 洞真部) – teksty medytacyjne i rytualne sekty Najwyższej Czystości.
- Grota tajemnicy (Dongxuan, 洞玄部) – teksty sekty Lingbao, a także opis rytuałów i amuletów.
- Grota ducha (Dongshen, 洞神部) – rejestr nazw i funkcji duchów związanych z sektą Niebiańskich Mistrzów.

W skład Daozang wchodzą także cztery dodatki (四辅, Sifu):
- Wielka tajemnica (Taixuan, 太玄部) – Daodejing.
- Wielki pokój (Taiping, 太平部) – księga Taipingjing.
- Wielka czystość (Taiqing, 太清部) – teksty alchemiczne i filozoficzne.
- Ortodoksja (Zhengyi, 正一) – teksty sekty Niebiańskich Mistrzów.